# Gaelen Foley
Gaelen Foley (Pittsburgh, Pensilvania) es una escritora americana de novelas románticas.

## Biografía

### Vida personal
Gaelen Foley nació (se ignora el año) en Pittsburgh, Pensilvania, y tiene tres hermanas. Consiguió un B.A. En literatura inglesa de la Universidad Estatal de Nueva York. Después de la universidad Foley continuó escribiendo en su tiempo libre mientras trabajaba de camarera para ganar dinero. En aquel tiempo escribió cuatro manuscritos antes de su quinto intento que fue comparado por la editorial Bertelsmann. En 1998 su primera novela El Príncipe Pirata fue publicada y desde entonces ha vendido 11 novelas históricas. La mayoría de sus novelas están ambientadas en la Inglaterra de principios del XIX. Algunos críticos han destacado su "complejo y sutil tratamiento de los personajes, sus escenas de amor sensual, y elegante prosa fluida." (Booklist)
Gaelen y su marido Eric se conocieron en sus días universitarios.

## Premios
- National Readers' Choice Award[1]
- Booksellers' Best
- Golden Leaf
- Award of Excellence
- Laurie
- Romantic Times Reviewers' Choice Award for Best First Historical Romance[2]
- the Holt Medallion

### Ascension
1. El Príncipe Pirata (1998)
2. Princess (1999)
3. Principe Encantador (2000)

### Saga de los Knight
1. Seductora Inocencia (2000)
2. Corazón de Fuego (2002)
3. Corazón de Hielo (2002)
4. La Señora del Deseo (2003)
5. El diablo Toma una Novia (2004)
6. Una Noche de Pecado (2005)
7. Beso Malvado (2006)

### Trilogía picante
1. Su Deseo único (2007)
2. Su Fantasía secreta (2007)
3. Su Cada Placer (2008)

### Inferno Club
1. Mi Marqués Malvado (2009)
2. Mi Duque Peligroso (2010)
3. Mi Irresistible Conde (2011)
4. Mi Príncipe Cruel (Jan, 2012)
5. Mi Escandaloso Viscount (Oct, 2012)
6. Mi Señor Notorio
7. Los Secretos de un Sinvergüenza